# Medivh
Medivh è un personaggio dell'universo di Warcraft, creato da Blizzard Entertainment; nella serie Warcraft, appare in videogiochi, romanzi, fumetti e nel film del 2016 Warcraft - L'inizio; è inoltre un personaggio giocabile in Heroes of the Storm.
Noto anche come Magna Medivh o il Profeta, fu l'ultimo dei Guardiani di Tirisfal, un'antica linea di protettori dotati di grandi poteri al fine di combattere gli agenti della Legione Infuocata. A Medivh sono legati due importanti artefatti dell'universo di Warcraft: il bastone Atiesh e il Libro di Medivh.

## Biografia

### La nascita
La madre di Medivh, Aegwynn, fu una Guardiana di Tirisfal prima di lui. Otto secoli prima della venuta degli orchi, ella combatté e sconfisse, contro tutte le probabilità, Sargeras. Questo era in realtà in accordo con i piani del Signore dei Demoni, il quale si fece uccidere appositamente per trasferire la sua essenza nel corpo della donna, dove rimase in attesa.
Quarantacinque anni prima della venuta degli orchi, Aegwynn desiderò dare alla luce un figlio nel quale trasferire i suoi poteri. Sedusse quindi uno dei componenti della corte del regno di Azeroth, Nielas Aran, il quale era anch'egli un potente mago dell'Ordine. Il bambino fu chiamato Medivh che significa "custode di segreti" nel linguaggio degli alti elfi. Aegwynn non era a conoscenza del fatto che Sargeras aveva corrotto il suo bambino quando si trovava ancora nel grembo materno. A Medivh, e quindi a Sargeras, furono conferiti tutti i poteri di Aegwynn, che rimasero dormienti fino all'età adulta.

### Infanzia
Medivh ebbe una infanzia felice, trascorsa soprattutto con i suoi amici, il principe Llane Wrynn e Anduin Lothar. Un giorno, mentre era in viaggio, Medivh ed i suoi amici vennero assaliti da tre troll della giungla. Sebbene nessuno di loro fosse stato ferito seriamente, Medivh svenne dopo aver lanciato numerosi incantesimi. Cadde di nuovo in coma al compiersi del suo quattordicesimo compleanno: si svegliò nella notte a causa di spaventosi sogni, si mise a disegnare ciò che aveva sognato, poi s'intrufolò nella stanza di suo padre e gli toccò la fronte. Fu allora che il potere della madre che era in lui si risvegliò, causando un'esplosione di magia che uccise all'istante Nielas e gettò nuovamente in coma il ragazzo. Medivh rimase in quello stato per vent'anni, vegliato dai monaci dell'Abbazia della Contea del Nord e dal suo amico Lothar.

### Il guardiano decaduto
Quando si risvegliò, Medivh assicurò ai chierici e a sua madre che stava benissimo, e che aveva il pieno controllo dei suoi poteri. Ma lo spirito oscuro di Sargeras stava corrompendo tutti i suoi pensieri ed emozioni, cercando di soggiogarlo al suo oscuro volere. I poteri di Medivh crescevano in modo esponenziale ogni giorno che passava, così come la sua conoscenza delle arti oscure, fino a riuscire a circondarsi di demoni minori. Iniziò a cercare un metodo per distruggere gli umani di Azeroth, visti come l'unica cosa che avrebbe potuto contrastare i suoi poteri e ambizioni, e riuscì a trovare un nuovo potere nel mondo di Draenor. Dopo un confronto con lo stregone Gul'dan nella sua torre di Karazhan, Medivh gli promise di rivelargli la locazione della tomba di Sargeras, se Gul'dan avesse portato la sua Orda di orchi ad Azeroth, con lo scopo di distruggere gli umani. Fu così che Medivh aprì il Portale Oscuro tra il mondo di Draenor e Azeroth, anche grazie ai consigli dello stesso Gul'dan.
Quando vide ciò che suo figlio aveva fatto, Aegwynn lo raggiunse furiosa. Cercò di farlo ragionare, di fargli capire che stava prendendo la strada sbagliata, ma lui non l'ascoltò. Cominciarono a combattersi, Medivh vinse e le ordinò di sparire dalla sua vista. La battaglia però l'aveva stremato, così Medivh tentò di trarre il potere dalla terra stessa. Aegwynn sopravvisse alla battaglia, e lui prontamente innalzò delle guardie magiche per far sì che sua madre potesse vivere in pace. Aegwynn non fu l'unica a confrontarsi col guardiano: il drago blu Arcanagos andò a Kharazan, tentando di sviare Medivh dal percorso che lo stava portando alla rovina. Il drago si risolse infine ad usare la forza, ma il potere di Medivh era tale che lo bruciò dall'interno, uccidendolo.
Poco dopo, i maghi del Kirin Tor di Dalaran inviarono a Medivh un apprendista, di nome Khadgar. Il giovane Khadgar visse assieme a Medivh, studiando le arti arcane, e a pochi altri: il maggiordomo Moroes e la cuoca (di cui non si conosce il nome).
In quel tempo, scoppiò anche lo scontro tra umani e orchi, e le loro scorribande, che partivano dalla Palude Nera, erano sempre in aumento. Medivh era conscio di ciò che accadeva nel mondo, dato che l'aveva pianificato lui stesso. Khadgar e Garona la Mezz'Orchessa furono i primi a scoprire che la colpa di tutto ciò che stava succedendo era di Medivh.
Sempre in quel periodo, Khadgar e Garona, emissaria dell'Orda, ottennero udienza da Re Llane e Anduin Lothar. Fu in quest'occasione che anche Lothar si convinse della corruzione di Medivh. Fu così che il cavaliere guidò una spedizione a Kharazan, assieme a Khadgar e a Garona e ad alcuni soldati, per farla finita con il folle guardiano. Nella torre trovarono i corpi senza vita di Moroes e della cuoca, ma stanarono Medivh solo in fondo all'edificio. Durante la battaglia che ne scaturì, Khadgar, invecchiato magicamente da un incantesimo di Medivh, afferrò la spada di Lothar e la conficcò nel petto del Guardiano, squarciandone il cuore. Il demone dentro di lui si risvegliò, fino a quando Lothar, ripresa la sua spada, con un colpo di grazia decapitò Medivh, cacciando Sargeras nella Distorsione Fatua.
Medivh non era morto, come nemmeno Sargeras, visti i loro poteri. Medivh combatté contro Sargeras nella torre di Karazhan e lo scontro tra i due poteri fu tale che l'energia scaturita dalla morte di Medivh trasformò la torre e tutto ciò che la circondava in un maledetto e brullo luogo, ora chiamato Valico Ventomorto. La torre divenne un luogo maledetto, pieno di esseri malvagi e chiunque vi entri non ne esce più.

### Resurrezione
Quando Lothar uccise Medivh e distrusse lo spirito di Sargeras, lo spirito del mago fuggì. Medivh previde l'incombente caduta di Lordaeron, e con l'aiuto di sua madre diede forma al suo spirito e risorse grazie all'ultima magia che ad Aegwynn restava.
Medivh fece brevemente ritorno a Karazhan, dove interagì con una versione passata di Khadgar (anche se dal punto di vista di quest'ultimo, ovviamente, era Medivh ad arrivare dal futuro). Spiegò al suo ex apprendista che dopo gli avvenimenti del passato il bene e il male dentro di lui (ovvero il Guardiano e Sargeras) erano stati distrutti e che lui era, forse per la prima volta, solo Medivh.

### Il Profeta
Molto dopo la Seconda Guerra, uno strano profeta capace di trasformarsi in un grosso corvo apparve a diversi abitanti di Azeroth. Il suo scopo era di avvertire il mondo di un'apocalittica minaccia che si profilava all'orizzonte. Il giovane capo dell'Orda Thrall percepì la verità nelle sue parole e salpò verso le antiche terre di Kalimdor, ad ovest oltre il Grande Mare. Con gli umani, però, Medivh trovò parecchie difficoltà.
Sia re Terenas di Lordaeron che Antonidas di Dalaran considerarono il profeta come un pazzo. Anche il figlio del re, il principe Arthas, si rifiutò di seguire il suo consiglio. Solo Jaina, la giovane figlia dell'Ammiraglio Daelin Marefiero e apprendista di Antonidas, sentì che Medivh aveva ragione. Subito dopo la distruzione della città di Stratholme ad opera di Arthas l'incantatrice raccolse più gente che poteva e lasciò Lordaeron, subito prima che il Flagello devastasse la regione.
Il Profeta svanì per un po' di tempo, fino a che si presentò a Thrall e a Jaina che all'interno di una grotta stavano per darsi battaglia l'uno con l'altra. Disse loro che dovevano mettere da parte le differenze ed unirsi, se volevano avere qualche possibilità di sconfiggere la Legione. I due capi, anche se riluttanti, accettarono.
Alla fine il Profeta rivelò la sua identità quando giunse il momento di radunare le forze, apparendo in sogno sia all'orco che all'umana, e anche agli elfi della notte Malfurion Grantempesta e Tyrande Soffiabrezza. Comandò loro di unire le forze contro la Legione, che stava marciando sul Monte Hyjal, e spiegò di essere lo spirito di Medivh, l'ultimo Guardiano di Tirisfal, che sua madre aveva riportato in vita usando l'ultima magia che le restava quando capì che la Legione stava per minacciare nuovamente Azeroth. Seguendo il consiglio di Medivh, i tre popoli si riunirono per difendere l'Albero del Mondo, permettendo così agli spiriti della natura di prepararsi a loro volta e conducendo alla sconfitta della Legione e alla morte di Archimonde. Fatto questo, il Profeta svanì, sapendo che almeno per ora il mondo era ancora salvo, e grazie a queste sue azioni Medivh aveva trovato almeno in parte la redenzione.

### Morte
La morte di Medivh è unica, dato che è stata provata dai giocatori in almeno tre differenti modi. Nel gioco originale Warcraft: Orcs & Humans toccava al giocatore entrare nel suo covo, pieno di non morti, bestie e demoni, e sconfiggerlo: Lothar, Khadgar e Garona non sono presenti. La morte di Medivh è descritta chiaramente nel libro L'ultimo Guardiano, dove sono stati i tre personaggi sopra citati ad ucciderlo (più nello specifico, Khadgar lo pugnalò al cuore mentre Lothar lo decapitò subito dopo). Questa versione è supportata da diverse fonti.
In ogni caso, la sua morte non pone la parola fine alla storia di Medivh, e anche in seguito alla sparizione del suo fantasma dopo la battaglia del Monte Hyjal non è chiaro cosa gli succeda in realtà. Le ipotesi più probabili sono che sia in effetti definitivamente morto e che abbia lasciato il piano materiale. In World of Warcraft attorno alla sua torre di Kharazan si vede circolare senza sosta un corvo, il che ha condotto alcuni a pensare che si tratti dello spirito di Medivh. Tuttavia non pervengono notizie certe sul suo fato finale.

## Discendenza
Dopo diverso tempo, è stato rivelato che Medivh ha lasciato almeno un erede: si tratta di Med'an, un figlio che ha avuto da Garona, mentre lei si trovava sua ospite a Karazhan. Med'an è il portatore del bastone magico Atiesh, che venne impugnato da suo padre prima di lui.

## Presenza inWorld of Warcraft
Nell'espansione di World of Warcraft, The Burning Crusade, ci sono tre instance legate a Medivh: la prima è la sua torre nel Valico Ventomorto, Kharazan, che dalla sua morte è stata abbandonata. Le altre due sono all'interno delle caverne del tempo: si tratta della battaglia del Monte Hyjal, dove Medivh convince l'Orda e l'Alleanza ad unirsi contro la Legione, e l'apertura del Portale Oscuro, dove i giocatori devono difenderlo mentre compie il rito per aprire il portale e permettere all'Orda di invadere Azeroth. Medivh compare anche come fantasma (o eco) nella stanza degli scacchi di Karazhan, dove i giocatori iniziano una partita contro di lui.

## Altri media
Nel film Warcraft - L'inizio Medivh è interpretato da Ben Foster. Nel film, all'inizio, svolge il suo dovere di protettore di Azeroth, ma, durante una spedizione, quando usa il Vil per uccidere degli Orchi, viene da questo contagiato, e a poco a poco infettato. Si scopre che col passare del tempo abbia aiutato gli Orchi senza rendersene conto, e, dopo aver ucciso Moroes, diventando ormai corrotto dal demone che è dentro di lui, cerca di aprire il Portale Oscuro, ma viene fermato dagli sforzi del suo vecchio amico Lothar e dal suo successore Khadgar che riescono a bloccarlo sotto il peso di un golem; Khadgar riuscirà a purificarlo dal Vil, disperdendolo per le terre intorno a Karazhan. Con le sue ultime forze, Medivh si redime usando il Portale Oscuro per mandare le truppe di Roccavento e i prigionieri degli Orchi alla città.